# Kunst im öffentlichen Raum in Hamburg-Winterhude
Diese Liste von Kunst im öffentlichen Raum in Hamburg-Winterhude enthält dauerhaft aufgestellte Kunstwerke auf dem Gebiet des Stadtteils Winterhude der Freien und Hansestadt Hamburg, die sich im öffentlichen Raum befinden und von anerkannten Künstlern und Künstlerinnen geschaffen wurden. Viele dieser Kunstwerke sind durch das Programm Kunst am Bau (und dessen Folgeprogramme) gefördert oder mit öffentlichen Geldern angekauft worden, dies ist aber keine Voraussetzung für die Aufnahme. Ebenso mögen einige dieser Kunstwerke als Kulturdenkmal geschützt sein, aber auch das ist keine Voraussetzung für die Aufnahme in diese Liste.
Bauschmuck ist im Normalfall im Artikel über das Bauwerk darzustellen, und gehört nicht in diese Liste. Streetart kann Aufnahme in die Liste finden, wenn es zu dem konkreten Kunstwerk eine ausführliche Rezeption in der Kunstwissenschaft gibt und ein enzyklopädischer Artikel über die Streetart-Künstler oder -Künstlerin existiert oder vorstellbar wäre. Denkmäler, die an eine Person oder ein Ereignis erinnern, können in die Liste aufgenommen werden, wenn sie ob ihrer zumeist plastischen Gestaltung als Kunstwerk gelten können. Bei reinen Gedenktafeln ist das normalerweise nicht der Fall.
Basis der Zusammenstellung sind Datensätze der Hamburger Kulturbehörde von 2012 und 2018, eine Veröffentlichung der SAGA GWG von 2008, und verschiedene Veröffentlichungen von Kunsthistorikern zum Thema. Eine abschließende Liste von Literatur kann es nicht geben, jedoch ist für jeden Eintrag in die Liste ein konkreter Verweis auf eine amtliche Liste oder anerkannte Sekundärliteratur erforderlich.
Gestohlene oder zerstörte Kunstwerke, die ehemals in Hamburg-Winterhude aufgestellt waren, sind in einer separaten Liste aufgeführt.

## Legende
- Lage: Nennt die nächstgelegene Straße und, wenn vorhanden und sinnvoll, das nächstgelegene Bauwerk (mit Hausnummer) oder das umgebende Gebiet (z. B. einen Park) und gibt nötigenfalls Hinweise zur genauen Lage. Darunter werden - wenn vorhanden - auch die Geo-Koordinaten und das Wikidata-Logo als Verweis auf das Wikidata-Objekt angegeben. Die Spalte ist nach der Adresse sortierbar.
- Künstler/in: Name des Künstlers oder der Künstlerin, die das Kunstwerk geschaffen haben, verlinkt mit dem Wikipedia-Artikel zur Person. Die Spalte ist nach dem Nachnamen sortierbar.
- Beschreibung: Kurzbeschreibung des Werks, immer zuerst: Werktitel (kursiv), dann möglichst Material, Stil, Größe, Dargestelltes, Art der Förderung
- Jahr: Jahr der Fertigstellung des Kunstwerkes, wenn unbekannt dann das Jahr der Aufstellung. Hier kann nur ein einziges Jahr angegeben werden, kein Zeitraum. Weitere zeitliche Details zur Schaffung des Kunstwerkes (von–bis) können in der Beschreibung angegeben werden.
- Quelle: Kulturbehörde, SAGA, Literatur, jeweils mit Fußnote. Diese Angabe ist für eine Aufnahme in die Liste verpflichtend.
- Bild: Bild des Kunstwerks, mit Link auf Commons-Kategorie wenn vorhanden

Hinweis: Die Grundsortierung der Liste erfolgt nach der Adresse. Die Liste ist alternativ nach Künstler, Werktitel, Datierung oder Quelle sortierbar.

## Liste
| Lage | Künstler                    | Beschreibung | Jahr      | Quelle                             | Bild |  |
| --- | --------------------------- | --- | --------- | ---------------------------------- | --- |  |
| Bellevue 35 Vorgarten (Lage)                                                                                 | Gerhard Marcks              | Verwundeter Achill Bronzestatue des Achilles, die Hand an der verwundeten Ferse, alternativer Titel „Achill“ / „Achilleus“. Privat angekauft. | 1969      | Kulturbehörde                      | weitere Bilder |  |
| Borgweg 17a Blindenschule am Borgweg, Grünanlage im Innenhof (Lage)                                          | Hildegard Reinsch           | Tastende Sitzende Bronzeskulptur einer sitzenden Frau, die ein zylindrisches Objekt ertastet. Die Bildhauerin Hildegard Reinsch war selbst blind. Ankauf mit Mitteln des Programm „Kunst am Bau“ für die 1963 eingeweihte Blindenschule am Borgweg. | 1963      | Kulturbehörde                      | weitere Bilder |  |
| Borgweg 17a Blindenschule am Borgweg, vor Haupteingang (Lage)                                                | Gertrud Weiberlen           | Tanzende KaB, aus Stein | 1962      | Kulturbehörde, Zabel S. 54 Nr. 452 | weitere Bilder |  |
| Braamkamp 3b Polizeiausbildungszentrum, Eingangshalle, jetzt Akademie der Polizei, Veranstaltungsraum (Lage) | Hans Sperschneider          | Wandbild o.T. farblichei konstruktivistische Gestaltung der Stirnseiten-Wand, KaB | 1974      | Kulturbehörde                      | Bild gesucht Die Wikipedia wünscht sich an dieser Stelle ein Bild vom Ort mit diesen Koordinaten 53.60367 10.00477 . Motiv: Braamkamp 3b Falls du dabei helfen möchtest, erklärt die Anleitung , wie das geht. BW        |  |
| Carl-Cohn-Straße 2 Carl-Cohn-Schule, Innenhof (Lage)                                                         | Karl August Ohrt            | Mädchengruppe Die Bronzeskulptur zeigt zwei sitzende Mädchen im Gespräch. Anschaffung im Programm „Kunst am Bau“. | 1962      | Kulturbehörde                      | weitere Bilder |  |
| Carl-Cohn-Straße 2 Carl-Cohn-Schule, Pausenhalle (Lage)                                                      | Wilhelm Haerlin             | Ebbe und Flut KaBnan | 1958–1959 | Kulturbehörde                      | Bild gesucht Die Wikipedia wünscht sich an dieser Stelle ein Bild vom Ort mit diesen Koordinaten 53.60184 10.01171 . Motiv: Carl-Cohn-Straße 2 Falls du dabei helfen möchtest, erklärt die Anleitung , wie das geht. BW  |  |
| Carl-Cohn-Straße 39 Polizeimuseum Hamburg, Veranstaltungsraum (Lage)                                         | Fritz Hofmann               | unbekannt Mittelalterlicher Kampfzug, Kunst der NS-Zeit | 1938      | Kulturbehörde                      | Bild gesucht Die Wikipedia wünscht sich an dieser Stelle ein Bild vom Ort mit diesen Koordinaten 53.60395 10.00703 . Motiv: Carl-Cohn-Straße 39 Falls du dabei helfen möchtest, erklärt die Anleitung , wie das geht. BW |  |
| Eppendorfer Stieg 5 Rasenfläche, Innenhof (Lage)                                                             | Kurt Bauer                  | Mufflonschaf Bronzestatue eines stehenden Mufflon-Schafbocks | 1955      | Zabel S. 54                        | weitere Bilder |  |
| Fiefstücken (Lage)                                                                                           | Richard Kuöhl               | Märchenfiguren Mehrteilige Skulptur, mehrere Motive aus Kunststein | 1931      | Zabel                              | weitere Bilder |  |
| Hebebrandstraße 1 Verbindungsgang (Lage)                                                                     | Detlef Birgfeld             | o.T. Relief, Ankauf mit Mitteln des Programms „Kunst am Bau“ für die damalige Ingenieurschule für Bauwesen (später Teil der HAW, dann HCU), die 2014 aus dem Standort auszog. Eine Nutzung als Schulstandort ist seit 2019 in Planung.Der Straßenname "Brambergstraße" ist veraltet. | 1968      | Kulturbehörde                      | Bild gesucht Die Wikipedia wünscht sich an dieser Stelle ein Bild vom Ort mit diesen Koordinaten 53.60749 10.02944 . Motiv: Hebebrandstraße 1 Falls du dabei helfen möchtest, erklärt die Anleitung , wie das geht. BW   |  |
| Krochmannstraße 55 / Braamkamp Sporthalle Hamburg / Alsterdorfer Sporthalle, Eingang an Straße (Lage)        | Jörn Pfab                   | Turnier KaB, Skulptur aus Stahl | 1967–1968 | Kulturbehörde                      | |  |
| Marie-Louisen-Straße 114 Johanneum, Innenhof (Lage)                                                          | Richard Kuöhl               | Jüngling Bronzestatue, Kunst im Stadtbild bis 1950, Stiftung Ehemaliger zum 400-jährigen Jubiläum der Schule | 1924      | Kulturbehörde                      | |  |
| Marie-Louisen-Straße 114 Johanneum, vor Südflügel (Lage)                                                     | Engelbert Peiffer           | Bugenhagen-Denkmal Denkmal für Johannes Bugenhagen, Kunst im Stadtbild bis 1950, bürgerliche Denkmalkultur, Denkmal aus Stein auf Sockel | 1885      | Kulturbehörde                      | weitere Bilder |  |
| Meerweinstraße 28 Stadtteilschule Winterhude, Pausenhalle Haus 06/C-Pavillon (Lage)                          | Joachim Albrecht            | Tiere Wandgestaltung, KaB | 1958      | Kulturbehörde                      | Bild gesucht Die Wikipedia wünscht sich an dieser Stelle ein Bild vom Ort mit diesen Koordinaten 53.5871 10.02751 . Motiv: Meerweinstraße 28 Falls du dabei helfen möchtest, erklärt die Anleitung , wie das geht. BW    |  |
| Stadtpark Rosengarten, nähe Pinguinbrunnen (Lage)                                                            | Martin Irwahn               | Tauben Stadtpark-Kunst der Nachkriegszeit, Zugang über Bezirk? | 1950      | Kulturbehörde                      | weitere Bilder |  |
| Stadtpark nahe Landhaus Walter (Lage)                                                                        | Albert Woebcke              | Weibliche Brunnenfigur Kunst im Stadtbild bis 1950, Stadtpark-Kunst | 1930      | Kulturbehörde                      | weitere Bilder |  |
| Stadtpark nahe Ententeichweg (N) (Lage)                                                                      | Hugo Lederer                | Schale Kunst im Stadtbild bis 1950, Stadtpark-Kunst | 1912      | Kulturbehörde                      | |  |
| Stadtpark Jahnkampfbahn, gegenüber vom Eingangsportal an der Begrenzungsmauer innen (Lage)                   | Kurt Bauer                  | Jahn-Relief-Brunnen Stadtpark-Kunst der Nachkriegszeit, Zugang über Bezirk? | 1953      | Kulturbehörde                      | weitere Bilder |  |
| Stadtpark Südring-Eingang, nahe Stadtparksee (Lage)                                                          | Hans Martin Ruwoldt         | Eisbär Auftrag zur Niederdeutschen Gartenschau ›Planten un Blomen‹ 1935 für Wasserbecken | 1935      | Kulturbehörde                      | weitere Bilder |  |
| Stadtpark Stadtparksee, Liebesinsel (Lage)                                                                   | Hans Waetke                 | Kinder mit Fohlen Zweiteilig, Kunst im Stadtbild bis 1950, Stadtpark-Kunst | 1927      | Kulturbehörde                      | weitere Bilder |  |
| Stadtpark Stadtparksee Freibad (Lage)                                                                        | Georg Wrba                  | Weiblicher und männlicher Zentaur Zweiteilig, Kunst im Stadtbild bis 1950, Stadtpark-Kunst | 1912      | Kulturbehörde                      | weitere Bilder |  |
| Stadtpark Stadtparksee (NO) (Lage)                                                                           | Harald Worreschk            | Wirbel Stadtpark-Kunst der Nachkriegszeit, Zugang über Bezirk? | 1970      | Kulturbehörde                      | weitere Bilder |  |
| Stadtpark Spielwiese, Eingang von Hindenburgstraße (Lage)                                                    | Georg Kolbe                 | Badende Frauen Zweiteilig, Kunst im Stadtbild bis 1950, Stadtpark-Kunst, bürgerliche Stiftung | 1926–1927 | Kulturbehörde                      | weitere Bilder |  |
| Stadtpark Schachplatz, Nähe Landhaus (Lage)                                                                  | Ludwig Wilhelm Wichmann     | Liegender Hund Kunst im Stadtbild bis 1950, Stadtpark-Kunst | 1864      | Kulturbehörde                      | weitere Bilder |  |
| Stadtpark Saarlandstraße (Lage)                                                                              | Hans Martin Ruwoldt         | Liegender Panther Kunst im Stadtbild bis 1950, Stadtpark-Kunst | 1927      | Kulturbehörde                      | weitere Bilder |  |
| Stadtpark Rosengarten (W) (Lage)                                                                             | Oscar E. Ulmer              | Knabe mit Fischen (Nachbildung) Kunst im Stadtbild bis 1950, Stadtpark-Kunst | 1925      | Kulturbehörde                      | weitere Bilder |  |
| Stadtpark Planschbecken (Lage)                                                                               | Knuth Seim                  | Spielskulpturen (Zwei Seehunde) vermutlich Direkterwerb Bezirk | 2000      | Kulturbehörde                      | weitere Bilder |  |
| Stadtpark Rosengarten (SO) (Lage)                                                                            | Karl August Ohrt            | Tanzende Mädchen Kunst im Stadtbild bis 1950, Stadtpark-Kunst | 1935      | Kulturbehörde                      | weitere Bilder |  |
| Stadtpark Rosengarten (O) (Lage)                                                                             | August Gaul                 | Pinguin-Brunnen Sechsteilig, KaB (Liste), Stadtpark-Kunst, vermutlich Originalzeit | 1912      | Kulturbehörde                      | weitere Bilder |  |
| Stadtpark Planschbecken, ehemals Schule Humboldtstraße, ursprünglich für den Stadtpark geplant (Lage)        | Richard Haizmann            | Fabeltier Replik, 1930 bei der Schule Humboldtstraße aufgestellt und 1937 demontiert, als „Entartete Kunst“ ausgestellt und zerstört Staatliche Kunstförderung (1930); Hamburgische Kulturstiftung, Bezirk Hamburg-Nord und Kulturbehörde Hamburg (1995) als Replik gefertigt von Ursula Ritter in 1995 | 1930      | Kulturbehörde                      | |  |
| Stadtpark Planschbecken, Richtung Spielplatz (NO) (Lage)                                                     | Karl Opfermann              | Seelöwe Auftrag zur Niederdeutschen Gartenschau ›Planten un Blomen‹ 1935 für Wasserbecken | 1934      | Kulturbehörde                      | weitere Bilder |  |
| Stadtpark Nähe Planschbecken (NO) (Lage)                                                                     | Reinhold Begas              | Badende Kunst im Stadtbild bis 1950, Stadtpark-Kunst | 1870      | Kulturbehörde                      | weitere Bilder |  |
| Stadtpark Modell-Schiffe-Teich (Lage)                                                                        | Ludwig Kunstmann            | Eisbär Auftrag zur Niederdeutschen Gartenschau „Planten un Blomen“ 1935 für Wasserbecken | 1935      | Kulturbehörde                      | weitere Bilder |  |
| Stadtpark Landhaus Walter, Hof (Lage)                                                                        | Wilhelm Rex                 | Knabe mit zwei Gänsen Brunnen, Kunst im Stadtbild bis 1950, Stadtpark-Kunst | 1916      | Kulturbehörde                      | weitere Bilder |  |
| Stadtpark Kurgarten, an Brunnenanlage (Lage)                                                                 | Artur Bock                  | Diana mit Hunden Kunst im Stadtbild bis 1950, Stadtpark-Kunst Stiftung von Oskar Troplowitz (Mitgründer Beiersdorf AG und Kunstmäzen) | 1911      | Kulturbehörde                      | weitere Bilder |  |
| Stadtpark Heckengarten (Lage)                                                                                | Oscar E. Ulmer              | Adam und Eva Zweiteilig, Kunst im Stadtbild bis 1950, Stadtpark-Kunst | 1921      | Kulturbehörde                      | weitere Bilder |  |
| Stadtpark Dianagarten (Lage)                                                                                 | Georg Wrba                  | Diana auf der Hirschkuh Kunst im Stadtbild bis 1950, Stadtpark-Kunst | 1910      | Kulturbehörde                      | weitere Bilder |  |
| Stadtpark Café Planschbecken, Außenwand (Lage)                                                               | Curt Beckmann               | Zwei Jünglinge – Sportler-Relief KaB, Stadtpark-Kunst der Nachkriegszeit | 1950      | Kulturbehörde                      | weitere Bilder |  |
| Stadtpark Rosengarten (SW) (Lage)                                                                            | Hans-Peter Feddersen        | Hockender Affe Stadtpark-Kunst der Nachkriegszeit, Zugang über Bezirk? | 1955      | Kulturbehörde                      | weitere Bilder |  |
| Wesselyring 22 Ecke Hindenburgstraße, Gartenanlage hinter Straßenhecke (Lage)                                | Fritz Fleer                 | Große Arethusa Die Bronzeskulptur zeigt eine hockende junge Frau, benannt nach der Nymphe Arethusa aus der griechischen Mythologie. Fleer schuf das Werk 1964, aufgestellt wurde es von der SAGA (bzw. einem Vorläuferunternehmen) dann 1967/68 in der neugebauten Wohnsiedlung westlich der City Nord. Das Wort „Große“ im Werktitel dient der Unterscheidung zu einer deutlich kleineren Skulptur der Arethusa vom selben Bildhauer. | 1964      | Kulturbehörde                      | weitere Bilder |  |
| Überseering 10 City Nord, vor Eingang zum Bürogebäude „Oval Office“ (Lage)                                   | Uwe Ludwig und Marcus Linke | Global Skulptur aus 380 polierten Edelstahlplättchen, die strahlenförmig um den Kern gruppiert sind, so dass eine Kugeloberfläche entsteht. | 2005      |                                    | weitere Bilder |  |
| Überseering 26 Postbank, nahe Djakartaweg (Lage)                                                             | Georg Engst                 | Kommunikation Die Bronzeskulptur zeigt zwei stilisierte Einradfahrer, die sich an einem Tisch gegenüberstehen. Ankauf durch die Deutsche Bundespost, ursprünglich vor der inzwischen abgerissenen Oberpostdirektion aufgestellt. | 1986      | Kulturbehörde                      | weitere Bilder |  |
| Überseering 26 Postbank (Lage)                                                                               | Jörn Pfab                   | OPD II Gebilde aus verchromten Stahl, Post | 1985–1986 | Kulturbehörde                      | weitere Bilder |  |
| Überseering 30 ex-Oberpostdirektion, auf Eingangsebene nahe Fußgängerbrücke (Lage)                           | Jörn Pfab                   | OPD I Post | 1978–1979 | Kulturbehörde                      | weitere Bilder |  |
| Überseering 35 Ehemaliges Shell-Haus, vor dem Eingang (Lage)                                                 | Alexander Gonda             | Athena Die teilweise vergoldete Bronzeplastik zeigt die griechische Göttin Athene. Die Darstellungsform ist kubisch abstrahiert, die vergoldeten Partien können als die Attribute der Athene gelesen werden – Schild, Eule und Helm. | 1974      | Zabel                              | weitere Bilder |  |
| Überseering 40 Ehemaliges Texaco-Haus, vor dem Eingang (Lage)                                                | Manfred Sihle-Wissel        | Transformation eines Würfels Abstrakte Bronzeplastik auf einem kubischen Steinsockel | 1976      | Zabel                              | weitere Bilder |  |
| Überseering 45 City Nord, hinter ERGO-Gebäude (Lage)                                                         | Erich Fritz Reuter          | Das Gespräch Bronzeskulptur zweier leicht abstrahierter, sitzender Personen, die in ein Gespräch vertieft sind. Überlebensgroße Ausführung, Guss von 1989 bei Bildgießerei Barth. | 1952      | Werkverzeichnis                    | weitere Bilder |  |